# Xanthorhoe costimacula
Xanthorhoe costimacula là một loài bướm đêm trong họ Geometridae.